# De Rohan-Chabot
De Rohan-Chabot is een Frans adellijk geslacht waarvan leden sinds het huwelijk in 1645 tussen Henri Chabot en Marguerite de Rohan onder andere de titel hertog van Rohan dragen.

## Geschiedenis

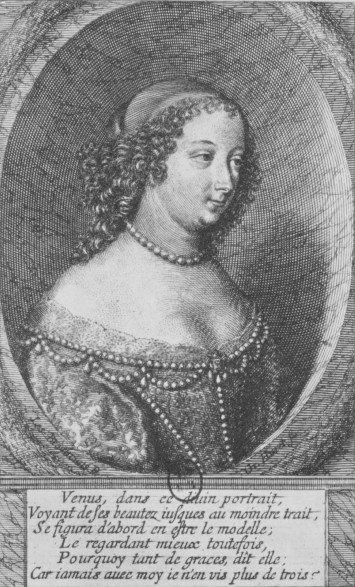
Marguerite de Rohan (1617-1684)

De familie Chabot stamt van Louis Chabot (ca. 1370-1422), eerste heer van Jarnac, later verheven tot baronie en in 1550 tot graafschap. In 1645 trouwde nazaat Henri Chabot (ca. 1615-1655), 2e hertog van Rohan als echtgenoot van zijn vrouw, in 1645 met Marguerite de Rohan (1617-1684), enig overlevend kind en erfdochter van Henri de Rohan (1579-1638), eerste hertog van Rohan. Marguerite de Rohan bracht ook de titel in van prins de Léon, titel die sindsdien wordt gedragen door de vermoedelijke opvolger van de hertog van Rohan.

## Enkele telgen

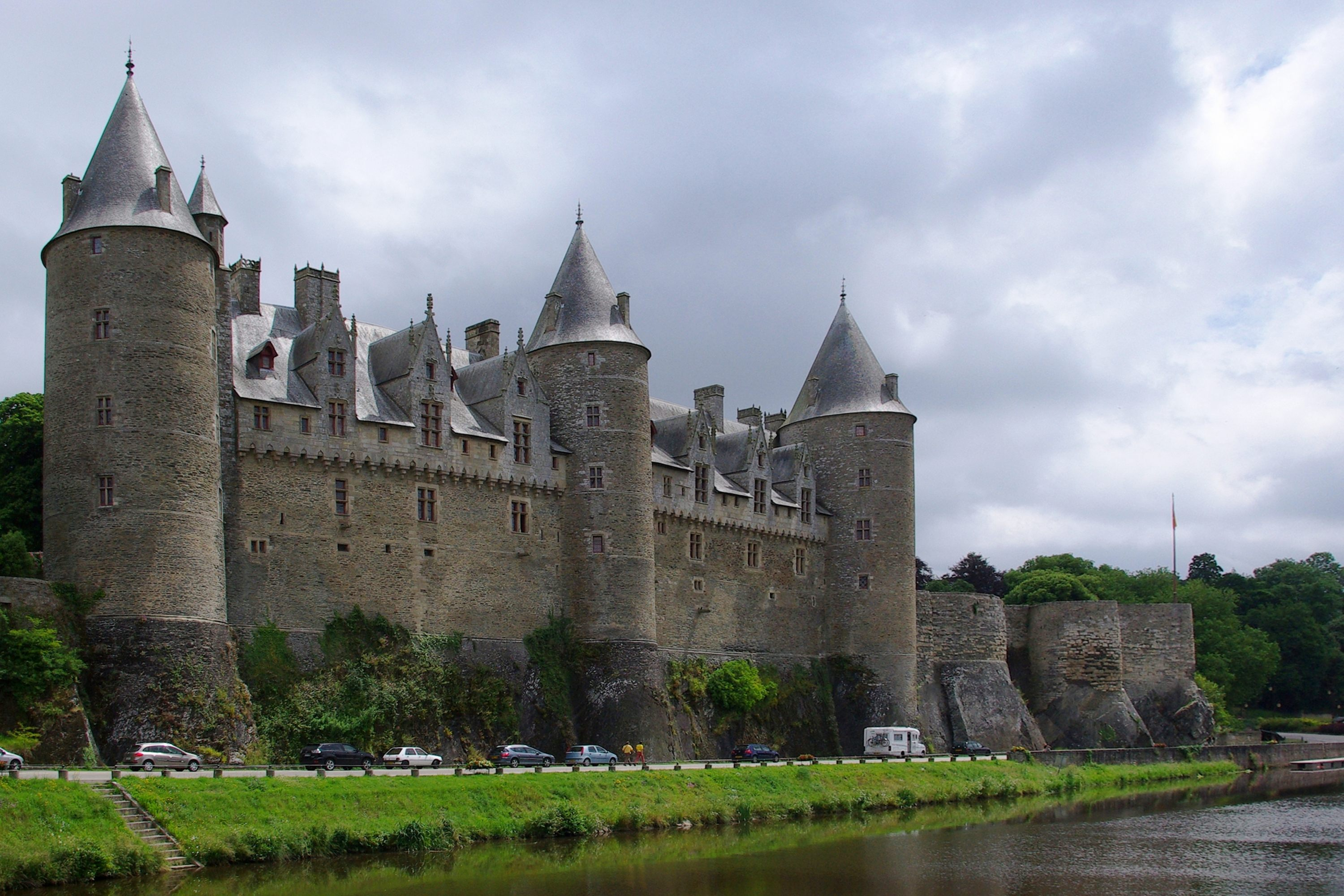
Het kasteel van Josselin.

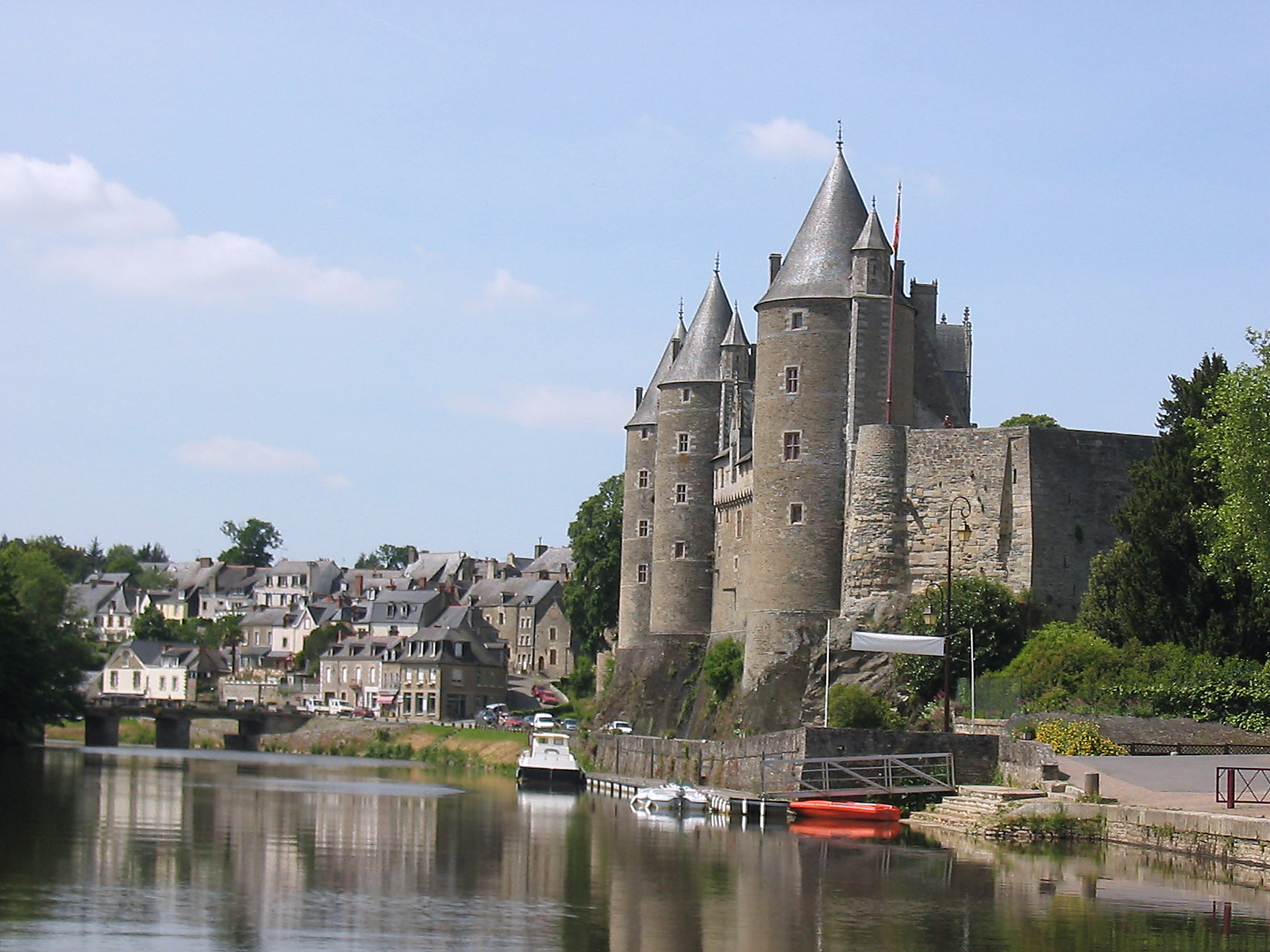
Josselin.

Henri Chabot (ca. 1615-1655), 2e hertog van Rohan; trouwde in 1645 Marguerite de Rohan (1617-1684), erfdochter van de 1e hertog van Rohan, prins de Léon, volgens Bretons recht 1e hertogin van Rohan en prinses van Leon
- Louis de Rohan-Chabot (1652-1727), 3e hertog van Rohan
  - Louis Bretagne Alain de Rohan-Chabot (1679-1738), 4e hertog van Rohan
    - Louis-Marie-Bretagne de Rohan-Chabot (1710-1791), 5e hertog van Rohan
      - Louis-Antoine de Rohan-Chabot (1733-1807), 6e hertog van Rohan
        - Alexandre-Louis-Auguste de Rohan-Chabot (1761-1818), 7e hertog van Rohan
          - Louis François Auguste de Rohan-Chabot (1788-1833), 8e hertog van Rohan, kardinaal
          - Anne Louis Fernand de Rohan-Chabot (1789-), 9e hertog van Rohan
            - Charles Louis Josselin de Rohan-Chabot (1819-1893), 10e hertog van Rohan
              - Alain Charles Louis de Rohan-Chabot (1844-1914), 11e hertog van Rohan; trouwde in 1872 met Herminie de La Brousse de Verteillac (1853-1926), dichteres
                - Marie de Rohan-Chabot (1876-1951), schrijfster; trouwde in 1897 met Lucien prins Murat (1870-1933), lid van de familie Murat
                  - Achille prins Murat (1898-1987), industrieel
                    - Salomé prinses Murat (1926), publiciste, schrijfster van onder andere biografieën over haar grootmoeder Marie de Rohan-Chabot; trouwde in 1951 met Albin Chalandon (1920), Frans minister

                - Josselin Charles Marie Joseph Gabriel Henri de Rohan-Chabot (1879-1916), 12e hertog van Rohan
                  - Charlotte Marie Auguste Herminie de Rohan-Chabot (1907-1997); trouwde in 1929 met François Marie Amédée Joseph graaf de Clermont-Tonnerre (1905-1979), politicus en Frans parlementslid
                  - Alain Louis Auguste Marie de Rohan-Chabot (1913-1966), 13e hertog van Rohan
                    - Josselin Charles Louis Jean Marie de Rohan-Chabot (1938), 14e hertog van Rohan, politicus, senator en burgemeester van Josselin, eigenaar en bewoner van kasteel van Josselin
                      - Alain Louis Marc de Rohan-Chabot, prins de Léon (1975)

            - Charles Guy Fernand de Rohan Chabot, graaf de Chabot (1828-1907)
              - Auguste Fernand Raymond de Rohan-Charbot, graaf de Jarnac (1859-1928)
                - Marguerite Marie de Rohan-Chabot (1887-); trouwde in 1906 met Josselin Charles Marie Joseph Gabriel Henri de Rohan-Chabot (1879-1916), 12e hertog van Rohan
                - Jacques Fernand de Rohan-Chabot, graaf de Jarnac (1889-1958); trouwde in 1917 Nicole Hélène d'Hénin-Liétard (1892-1958), dochter van Philippe Charles Gérard graaf d'Alsace d'Hénin Liétard (1855-1914) en Eleonora Helena Louisa barones van Brienen (1868-1931), telg uit de Nederlandse familie Van Brienen